# Motherland: Fort Salem
Motherland: Fort Salem es una serie de televisión estadounidense de drama sobrenatural creada por Eliot Laurence que se estrenó el 18 de marzo de 2020 en Freeform. En mayo de 2020, la serie fue renovada para una segunda temporada, que se estrenó el 22 de junio del 2021.
En agosto de 2021, Freeform renovó la serie para una tercera y última temporada, que se estrenó el 21 de junio de 2022 y finalizó el 23 de agosto de 2022.

## Sinopsis
Motherland: Fort Salem sigue Raelle, Tally y Abigail, tres jóvenes brujas de orígenes muy distintos que se unen al ejército de brujas para luchar, entre otras cosas, contra los terroristas de la Espiral, grupo de brujas que asesina humanos como protesta. En el ejército aprenderán como usar sus poderes y comprenderán los defectos del sistema del que forman parte.

## Reparto

### Principales
- Taylor Hickson como Raelle Collar
- Ashley Nicole Williams como Abigail Bellweather
- Jessica Sutton como Tally Craven
- Amalia Holm como Scylla Ramshorn
- Demetria McKinney como Anacostia Quartermaine
- Lyne Renée como Sarah Alder

### Recurrentes
- Kai Bradbury como Gerit
- Sarah Yarkin como Libba Swythe
- Catherine Lough Haggquist como Petra Bellweather
- Arlen Aguayo-Stewart como Nicte Batan
- Tony Giroux como Adil
- Kylee Brown como Khalida
- Hrothgar Matthews como Edwin Collar
- Diana Pavlovska como Willa Collar
- Praneet Akilla como Gregory

## Episodios
| Temporada | Temporada | Episodios | Episodios | Emisión original    | Emisión original     |
| Temporada | Temporada | Episodios | Episodios | Primera emisión     | Última emisión       |
| --------- | --------- | --------- | --------- | ------------------- | -------------------- |
|           | 1         | 10        | 10        | 18 de marzo de 2020 | 20 de mayo de 2020   |
|           | 2         | 10        | 10        | 22 de junio de 2021 | 24 de agosto de 2021 |
|           | 3         | 10        | 10        | 21 de junio de 2022 | 23 de agosto de 2022 |

### Temporada 1 (2020)
| N.º en serie | N.º en temp. | Título               | Dirigido por      | Escrito por                                          | Fecha de emisión original | Audiencia (millones) |
| ------------ | ------------ | -------------------- | ----------------- | ---------------------------------------------------- | ------------------------- | -------------------- |
| 1            | 1            | «Say the Words»      | Steven A. Adelson | Eliot Laurence                                       | 18 de marzo de 2020       | 0,462                |
| 2            | 2            | «My Witches»         | Steven A. Adelson | Eliot Laurence                                       | 25 de marzo de 2020       | 0,379                |
| 3            | 3            | «A Biddy's Life»     | Amanda Tapping    | Brian Studler                                        | 1 de abril de 2020        | 0,341                |
| 4            | 4            | «Hail Beltane»       | Haifaa Al Mansour | Christopher Oscar Peña                               | 8 de abril de 2020        | 0,245                |
| 5            | 5            | «Bellweather Season» | MJ Bassett        | Joy Kecken                                           | 15 de abril de 2020       | 0,289                |
| 6            | 6            | «Up is Down»         | Rebecca Johnson   | Maria Maggenti                                       | 22 de abril de 2020       | 0,324                |
| 7            | 7            | «Mother Mycelium»    | Shannon Kohli     | Nicole Avenia & Nikki McCauley                       | 29 de abril de 2020       | 0,243                |
| 8            | 8            | «Citydrop»           | David Grossman    | Eli Edelson & Joy Kecken                             | 6 de mayo de 2020         | 0,267                |
| 9            | 9            | «Coup»               | Steven A. Adelson | Historia de: Maria Maggenti Guion de: Eliot Laurence | 13 de mayo de 2020        | 0,257                |
| 10           | 10           | «Witchbomb»          | Steven A. Adelson | Eliot Laurence                                       | 20 de mayo de 2020        | 0,313                |

### Temporada 2 (2021)
| N.º en serie | N.º en temp. | Título                          | Dirigido por     | Escrito por                    | Fecha de emisión original | Audiencia (millones) |
| ------------ | ------------ | ------------------------------- | ---------------- | ------------------------------ | ------------------------- | -------------------- |
| 11           | 1            | «Of the Blood»                  | Amanda Tapping   | Eliot Laurence                 | 22 de junio de 2021       | 0,257                |
| 12           | 2            | «Abomination»                   | Amanda Tapping   | Brian Studler                  | 29 de junio de 2021       | 0,153                |
| 13           | 3            | «A Tiffany»                     | Shannon Kohli    | Kay Reindl & Erin Maher        | 6 de julio de 2021        | 0,186                |
| 14           | 4            | «Not Our Daughters»             | Nimisha Mukerji  | Bryan Q. Miller                | 13 de julio de 2021       | 0,153                |
| 15           | 5            | «Brianna's Favorite Pencil»     | Jason Stone      | Nicole Avenia                  | 20 de julio de 2021       | 0,136                |
| 16           | 6            | «My 3 Dads»                     | Jem Garrard      | Eli Edelson                    | 27 de julio de 2021       | 0,182                |
| 17           | 7            | «Irrevocable»                   | Shannon Kohli    | KD Dávila & Will J. Watkins    | 3 de agosto de 2021       | 0,210                |
| 18           | 8            | «Delusional»                    | Kimani Ray Smith | Kay Reindl & Erin Maher        | 10 de agosto de 2021      | 0,211                |
| 19           | 9            | «Mother of All, Mother of None» | David Frazee     | Bryan Q. Miller                | 17 de agosto de 2021      | 0,161                |
| 20           | 10           | «Revolution, Part 1»            | Amanda Tapping   | Eliot Laurence & Brian Studler | 24 de agosto de 2021      | 0,145                |

### Temporada 3 (2022)
| N.º en serie | N.º en temp. | Título                             | Dirigido por   | Escrito por                    | Fecha de emisión original | Audiencia (millones) |
| ------------ | ------------ | ---------------------------------- | -------------- | ------------------------------ | ------------------------- | -------------------- |
| 21           | 1            | «Homo Cantus»                      | Amanda Tapping | Eliot Laurence                 | 21 de junio de 2022       | 0,087                |
| 22           | 2            | «The Price of Work»                | Amanda Tapping | Brian Studler                  | 28 de junio de 2022       | 0,082                |
| 23           | 3            | «Oh Elayne...»                     | Jem Garrard    | Eli Edelson                    | 5 de julio de 2022        | 0,113                |
| 24           | 4            | «Happy Yule!»                      | Shannon Kohli  | Nicole Avenia                  | 12 de julio de 2022       | 0,070                |
| 25           | 5            | «Cession in Session»               | Jacquie Gould  | Will J. Watkins                | 19 de julio de 2022       | 0,082                |
| 26           | 6            | «Book Club»                        | Shannon Kohli  | Nikki McCauley                 | 26 de julio de 2022       | 0,067                |
| 27           | 7            | «She Returns»                      | David Frazee   | Eli Edelson & Cherie Dimaline  | 2 de agosto de 2022       | 0,114                |
| 28           | 8            | «Petra's Favorite Pen»             | Jem Garrard    | Nicole Avenia & Tom Hanada     | 9 de agosto de 2022       | 0,118                |
| 29           | 9            | «But I Don't Even Have A Dress...» | David Frazee   | Brian Studler & Jeff Patneaude | 16 de agosto de 2022      | 0,103                |
| 30           | 10           | «Revolution, Part 2»               | Amanda Tapping | Eliot Laurence                 | 23 de agosto de 2022      | 0,098                |

## Producción

### Desarrollo
El 16 de agosto de 2016, se anunció que Freeform desarrollaría una serie dramática titulada Motherland con Adam McKay, Will Ferrell y Kevin Messick como productores ejecutivos y Eliot Laurence escribirá la serie. El 5 de junio de 2018, se anunció que Freeform ordenó el episodio piloto y Steve Adelson está a cargo de dirigirlo. El 5 de marzo de 2019, se anunció que Freeform ordenó la serie compuesta por 10 episodios. Eliot Laurence además de ser el creador también se desempeñará como showrunner y productor ejecutivo junto a Adelson. El 17 de enero de 2020, se anunció que la serie se estrenaría el 18 de marzo de 2020.
El 19 de mayo de 2020, la serie fue renovada para una segunda temporada, que se estrenó el 22 de junio del 2021.
El 23 de agosto de 2021, Freeform renovó la serie para una tercera y última temporada, que se estrenó el 21 de junio de 2022.

### Casting
El 10 de julio de 2018, se anunció que Taylor Hickson, Amalia Holm, Kelcey Mawema, Jessica Sutton y Demetria McKinney habían sido elegidas en roles principales. El 5 de marzo de 2019, se anunció que Mawema sería reemplazada, y días después se anunció que Ashley Nicole Williams había sido elegida para su reemplazo. El 24 de septiembre de 2019, se anunció que Kai Bradbury fue elegido en un rol recurrente. El 28 de enero de 2020, se anunció que Sarah Yarkin fue elegida en un rol recurrente.

### Rodaje
El piloto se rodó en julio de 2018 en Vancouver, Columbia Británica, Canadá. El rodaje de la temporada 1 comenzó el 22 de abril de 2019 y finalizó el 22 de agosto de 2019. También tomó lugar en Cloverdale, Surrey, Columbia Británica del 9 al 10 de mayo de 2019.